# Orange County (Florida)
Orange County is een county in de Amerikaanse staat Florida.
De county heeft een landoppervlakte van 2.350 km² en telt 896.344 inwoners (volkstelling 2000). De hoofdplaats is Orlando.

## Bevolkingsontwikkeling

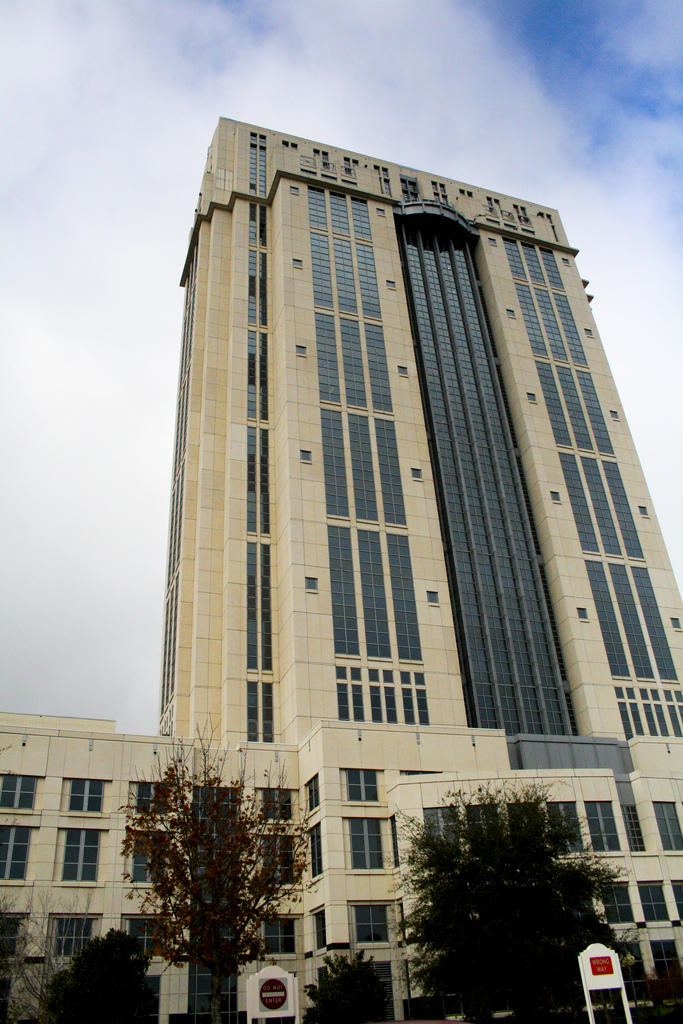
Orange County Courthouse